# Juojärven saaristo
Juojärven saaristo este o arie protejată (arie specială de conservare — SAC, sit de importanță comunitară — SCI, arie de protecție specială avifaunistică — SPA) din Finlanda întinsă pe o suprafață de 3.299 ha, integral pe uscat.

## Localizare
Centrul sitului Juojärven saaristo este situat la coordonatele 62°43′49″N 28°35′17″E / 62.7303°N 28.5881°E.

## Înființare
Situl Juojärven saaristo a fost declarat sit de importanță comunitară în august 1998 pentru a proteja 2 specii de animale. Alte tipuri de protecție:
- arie de protecție specială avifaunistică (în august 1998)[2]
- arie specială de conservare (în aprilie 2015)[1][3][4]

## Biodiversitate
Situată în ecoregiunea boreală, aria protejată conține 4 habitate naturale: Pante stâncoase silicioase cu vegetație casmofită, Roci stâncoase cu vegetație pionieră de Sedo-Scleranthion sau Sedo albi-Veronicion dillenii, Taiga vestică, Mlaștini împădurite.
La baza desemnării sitului se află mai multe specii protejate de  păsări (2): cufundar polar (Gavia arctica), chiră de baltă (Sterna hirundo).
Pe lângă speciile protejate, pe teritoriul sitului au mai fost identificate 1 specie de păsări.